# Aachener Förderdiagnostische Rechtschreibfehler-Analyse
Die Aachener Förderdiagnostische Rechtschreibfehler-Analyse (AFRA) ist ein von Herné & Naumann (2016) entwickeltes sprachwissenschaftlich fundiertes Verfahren zur Analyse von Rechtschreibfehlern. Ziel des Verfahrens ist die Ermittlung derjenigen Strukturbereiche des Schriftsystems, in denen Schülerinnen und Schüler beim Erlernen der Rechtschreibung noch Schwierigkeiten zeigen. Die Ergebnisse der Analysen werden in Form von Rechtschreibprofilen dargestellt, die die Grundlage für die Planung von passgenauen schulischen oder außerschulischen Fördermaßnahmen und deren Evaluation bilden. Seit 2010 wird das Verfahren vom Institut zur Qualitätsentwicklung im Bildungswesen (IQB) an der Humboldt-Universität zu Berlin im Kompetenzbereich „Rechtschreibung“ zur Entwicklung und Auswertung bundesweiter Vergleichsarbeiten in der Primarstufe und Sekundarstufe (VERA) verwendet.

## Theoretische Grundlagen
Im Unterschied zu einigen älteren Ansätzen (zum Beispiel Bischoff 1971, Dummer-Smoch 2000, Müller 1990, Weimer 1929) versteht sich AFRA als deskriptiv orientiertes Verfahren, bei dem Ursachenvermutungen zugunsten der rechtschreibsystematischen Beschreibung von Fehlern zurücktreten. Bei lang andauernden Schwierigkeiten im Verlauf des Schrifterwerbsprozesses können die Ergebnisse der Analysen jedoch Hinweise auf mögliche zentrale oder periphere Funktionsstörungen (zum Beispiel: Störungen der Sprechmotorik, der auditiven oder visuellen Wahrnehmung etc.) liefern. In den zweidimensionalen Analyserastern werden die einzelnen rechtschreiblichen Phänomene zum einen nach den ihnen zugrundeliegenden Beschreibungsebenen und zum anderen nach den Vorkommenshäufigkeiten der betreffenden Rechtschreibphänomene geordnet.

### Linguistische Beschreibungsebenen

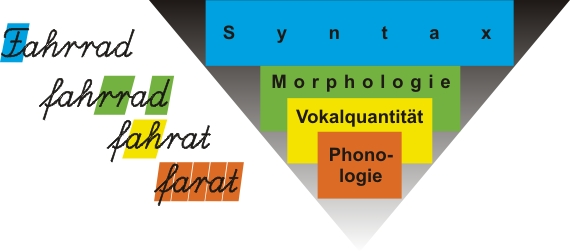
Illustration der hierarchischen Ordnung orthographischer Prinzipien

Nach AFRA lässt sich die deutsche Orthographie als hierarchisch geordnetes System von Prinzipien und ihnen zugeordneten Regeln zunehmender Komplexität begreifen. Die auf dem Kopf stehende Pyramide soll andeuten, dass auf höheren Ebenen längere sprachliche Segmente in den Analysefokus rücken als auf niedrigeren Ebenen.
Durchgeführt wird die Analyse von Schreibproben anhand von 16 Fehlerkategorien, die aus den linguistischen Beschreibungsebenen Phonologie, Morphologie und Syntax abgeleitet werden. Die orthographische Kennzeichnung der Vokalquantität wird dabei als Sonderfall begriffen und zwischen Beschreibungsebenen Phonologie und Morphologie in der Ebenenhierarchie verankert.

### Mehrheits- und Minderheitsschreibungen
Die Berücksichtigung sprachstatistischer Besonderheiten führt in AFRA zur Differenzierung sog. Mehrheits- und Minderheitsschreibungen. Diese häufigkeitsorientierte Untergliederung spiegelt im Wesentlichen die Unterscheidung von regelhaften Fällen und Ausnahmen von diesen Regelungen wider. Nur auf der phonologischen Ebene entspricht diese Unterscheidung der von Thomé (2010) zur Gliederung des Bestands der Phonem-Graphem-Korrespondenzen des Deutschen vorgeschlagenen Differenzierung zwischen Basisgraphemen (zum Beispiel: <f> für /f/) und Orthographemen (zum Beispiel: <v> für /f/). Das Konzept der Mehrheits- und Minderheitsschreibungen ist jedoch weiter gefasst und schließt Regelungen oberhalb der Ebene der grundlegenden Phonem-Graphem-Korrespondenzen mit ein.
So wird in AFRA zum Beispiel die Verschriftung der Auslautverhärtung durch <d> in <friedlich> als Mehrheitsschreibung betrachtet, da die von der Lautung [t] abweichende Schreibung – wie in der Mehrzahl ähnlicher Fälle – durch Ableitung (zum Beispiel von Frieden) ermittelt werden kann. In einer vergleichsweise geringen Anzahl der Fälle (zum Beispiel beim <d> in <niedlich>) ist dies jedoch nicht möglich. Diese Fälle werden deshalb in AFRA als Minderheitsschreibungen betrachtet.
| Ebene          | Phonem | Mehrheitsschreibung | Minderheitsschreibung | Rechtschreibphänomen       |
| -------------- | ------ | ------------------- | --------------------- | -------------------------- |
| Phonologie     | /f/    | <f> in für          | <v> in vier           | spezielle Grapheme         |
| Vokalquantität | /i:/   | <ie> in sie         | <ih> in ihn           | lang gesprochenes /i:/     |
| Morphologie    | /d/    | <d> in friedlich    | <d> in niedlich       | Auslautverhärtung          |
| Syntax         | /l/    | <l> in leben        | <L> in Leben          | Klein- bzw. Großschreibung |

## Rechtschreibprofile

Rechtschreibprofil nach AFRA mit Erläuterungen und Fehlerbeispielen

Die Ergebnisse rechtschreiblicher Lernstandsanalysen werden in AFRA in Form von Rechtschreibprofilen dargestellt. Aus ihnen lassen sich individuelle Förderpläne ableiten, die eine passgenaue Förderung ermöglichen. Darüber hinaus werden sie als Instrumente zur Evaluation von Fördermaßnahmen benutzt, die kontrollieren sollen, ob Lernende die in der Förderung bearbeiteten Inhalte erworben haben und das erworbene Wissen anwenden können.
Da verschiedene Schreibproben (Rechtschreibtests, Diktattexte, Aufsätze etc.) die zu analysierenden rechtschreiblichen Phänomene in unterschiedlichem Umfang enthalten, werden den Profilwerten keine absoluten, sondern relative Häufigkeiten zugrunde gelegt. Hierzu werden die in einer der AFRA-Kategorien beobachteten Fehlerhäufigkeiten jeweils in Beziehung zur sog. Kategorienbasisrate gesetzt, die angibt, wie oft eine bestimmte rechtschreibliche Besonderheit in einer Schreibprobe insgesamt vorkommt. Dadurch ist gewährleistet, dass Rechtschreibprofile aus unterschiedlichen Schreibproben miteinander verglichen werden können.
Für die Mehrzahl der praxisüblichen Rechtschreibtests geben Herné & Naumann (2016) die hierzu erforderlichen Basisraten an, sodass sich die prozentualen Fehlerhäufigkeiten zum Beispiel unter Verwendung eines Tabellenkalkulationsprogramms leicht bestimmen lassen.

## AFRA-Tests
Unter der Bezeichnung Kommissar Ix steht seit 2010 eine vom LRS-Zentrum herausgegebene Testreihe zur Verfügung, die speziell auf die Förderdiagnostik nach AFRA zugeschnitten ist (vgl. Herné & Löffler 2017, S. 125ff). Die Tests können wahlweise als Papier-und-Bleistift-Test mit Hilfe eines Testbogens, der als Druckdatei zum Download zur Verfügung gestellt wird, oder als Online-Test durchgeführt werden.
Die Auswertung erfolgt halbautomatisiert durch Fachkräfte des LRS-Zentrums. Bei Verwendung eines Testbogens sind benutzerseitig lediglich die fehlerhaften Verschriftungen der Lernenden in die online bereitgestellten Eingabemasken zu übertragen. Die generierten förderdiagnostischen Befunde enthalten eine transparente und umfangreiche Darstellung der Testergebnisse, Vorschläge zur Erstellung eines individuellen Förderplans sowie Hinweise auf bewährte Fördermaterialien.